# قالی ساروق
قالی ساروق گونه‌ای قالی ایرانی دستباف و از صنایع دستی ساروق و جیریا است. منطقه ساروق و جیریا از سابقه‌ای طولانی در تولید فرش دستباف برخوردار است و شهرت جهانی دارند.

## نام‌گذاری و سابقه
شهر ساروق و روستای جیریا در شمال اراک واقع  شدند که زنان و مردانشان مهارت خاصی در بافت فرش دارند. سابقهٔ چندصدسالهٔ بافت فرش در این دو منطقه، باعث شهرت نام تجاری فرش ساروق شده و تجار کشورهای اروپایی و آمریکایی با برند ساروق آشنا هستند.
البته بافتن این فرش در روستای جیریا رونق بیشتری دارد و اکثر فرش‌های ساروق توسط اهالی این روستا بافته می شود. 

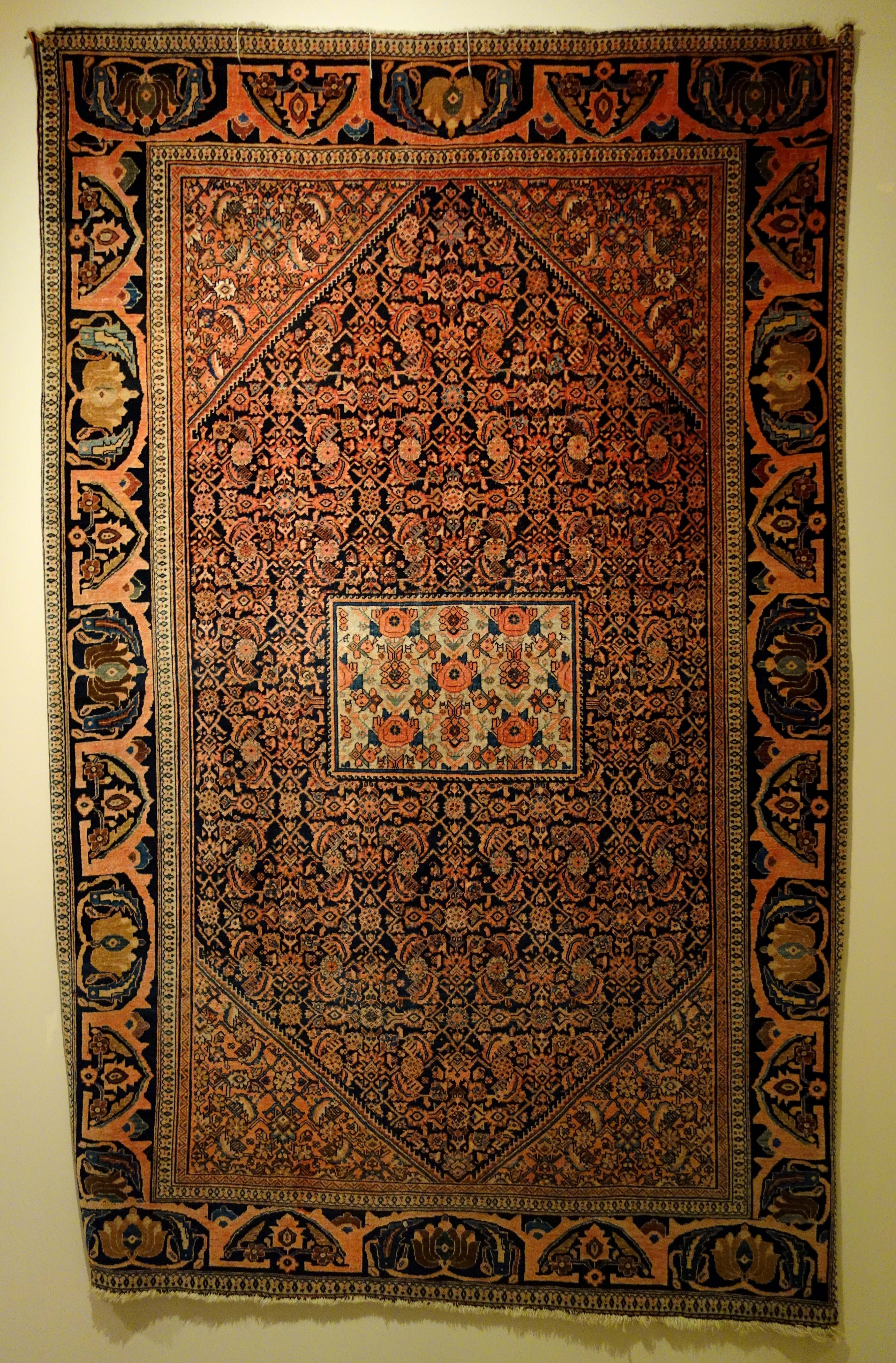
نمونه ای از قالی ساروق در موزه هانتینگتون آمریکا

## ثبت جهانی
به دلیل سابقه و نامِ فرش ساروق، گاهی برخی کشورهای خارجی با کپی‌برداری غیرقانونی از نقشه‌های بومی و منحصربه‌فرد ساروق، به تولید فرش با نام ساروق می‌پردازند که این ا مر باعث لطمه به شهرت فرش ساروق ضربه بزند؛ لذا کمیتهٔ فرش استان اراک تصمیم گرفته است نشان جغرافیایی فرش دستباف را در قالب کتاب تهیه و پس از تایید در شرکت ملی فرش کشور در یونسکو به ثبت برساند.